# Churchill Cup 2010
La Churchill Cup 2010 fu l'8ª edizione della Churchill Cup, torneo internazionale di rugby a 15 organizzato annualmente dall'International Rugby Board.
L'edizione venne organizzata negli Stati Uniti d'America per il secondo anno consecutivo durante il mese di giugno; la fase a gironi venne ospitata a Glendale (Colorado), mentre le finali furono disputate nella città di Harrison (New Jersey) alla Red Bull Arena.
Essa vide la partecipazione di Canada, England Saxons, Francia A, Russia, Stati Uniti e Uruguay.
La partecipazione della Russia, dopo quella della Georgia nell'edizione precedente, venne prevista nel quadro di un programma di crescita delle nazionali europee minori; l'Uruguay, invece, prese il posto dell'Argentina Jaguares, impegnata nell'IRB Nations Cup in Romania.
Ad aggiudicarsi la coppa fu ancora una volta l'England Saxons che superò in finale il Canada per 38 a 18; canadesi capaci di battere la Francia A nella fase a gironi.

## Squadre partecipanti
| Girone A                       | Girone B                                |
| ------------------------------ | --------------------------------------- |
| - Canada - Francia A - Uruguay | - England Saxons - Russia - Stati Uniti |

## Fase a gironi

### Girone A
| Data      | Incontro            | Risultato | Sede     |
| --------- | ------------------- | --------- | -------- |
| 5-6-2010  | Canada — Uruguay    | 48–6      | Glendale |
| 9-6-2010  | Uruguay — Francia A | 10–43     | Glendale |
| 13-6-2010 | Francia A — Canada  | 27–33     | Glendale |

#### Classifica
|    | Squadra   | G | V | N | P | PF | PS | diff. | BM | BS | PT |
| -- | --------- | - | - | - | - | -- | -- | ----- | -- | -- | -- |
| A1 | Canada    | 2 | 2 | 0 | 0 | 81 | 30 | +51   | 1  | 0  | 9  |
| A2 | Francia A | 2 | 1 | 0 | 1 | 70 | 43 | +27   | 1  | 1  | 6  |
| A3 | Uruguay   | 2 | 0 | 0 | 2 | 13 | 91 | –78   | 0  | 0  | 0  |

### Girone B
| Data      | Incontro                     | Risultato | Sede     |
| --------- | ---------------------------- | --------- | -------- |
| 5-6-2010  | Russia — Stati Uniti         | 22–39     | Glendale |
| 9-6-2010  | Russia — England Saxons      | 17–49     | Glendale |
| 13-6-2010 | England Saxons — Stati Uniti | 32–9      | Glendale |

#### Classifica
|    | Squadra        | G | V | N | P | PF | PS | diff. | BM | BS | PT |
| -- | -------------- | - | - | - | - | -- | -- | ----- | -- | -- | -- |
| B1 | England Saxons | 2 | 2 | 0 | 0 | 81 | 26 | +55   | 2  | 0  | 10 |
| B2 | Stati Uniti    | 2 | 1 | 0 | 1 | 48 | 54 | –6    | 1  | 0  | 5  |
| B3 | Russia         | 2 | 0 | 0 | 2 | 39 | 88 | –49   | 0  | 0  | 0  |

## Finali

### FinaleBowl
| Arbitro: | Carlo Damasco |

|                                                              |    |                            |
| Janjuškin x’ Koršunov x’ Gresev x’ Artem'ev x’ Makoveckij x’ | mt | x’ Dugonjic x’ M. Martínez |
| Kušnarëv x’, x’                                              | tr | x’ Morales x’ de Freitas   |

### FinalePlate
| Harrison 19 giugno 2010, ore 17:30 UTC-4                                                          | Stati Uniti | 10 – 24 referto           | Francia A | Red Bull Arena |
| LaValla x’ mt x’ Forestier x’, x’ Arias Malifa x’ tr x’, x’, x’ Beauxis Malifa x’ c.p. x’ Beauxis |             |                           |           |                |
|                                                                                                   |             |                           |           |                |
| LaValla x’                                                                                        | mt          | x’ Forestier x’, x’ Arias |           |                |
| Malifa x’                                                                                         | tr          | x’, x’ Beauxis            |           |                |
| Malifa x’                                                                                         | c.p.        | x’ Beauxis                |           |                |

### FinaleCup
| Harrison 19 giugno 2010, ore 20:45 UTC-4 | England Saxons | 38 – 18 referto                 | Canada | Red Bull Arena |
| Abendanon 6’ Goode 11’ Clarke 46’ Narraway 61’ mt 15’ Evans 21’ O’Toole 75’ Smith Myler 6’, 12’, 47’ tr Myler 4’, 26’, 36’, 43’ c.p. 32’ Hearn |                |                                 |        |                |
| |                |                                 |        |                |
| Abendanon 6’ Goode 11’ Clarke 46’ Narraway 61’                                                                                                 | mt             | 15’ Evans 21’ O’Toole 75’ Smith |        |                |
| Myler 6’, 12’, 47’ | tr             |                                 |        |                |
| Myler 4’, 26’, 36’, 43’ | c.p.           | 32’ Hearn                       |        |                |